# Carex cochinchinensis
Espèce
Classification phylogénétique
Carex cochinchinensis est une espèce des plantes du genre Carex et de la famille des Cyperaceae.